# Raymond Petit
Pour les articles homonymes, voir Petit.
Raymond Petit, né le 18 janvier 1910 à Remiremont et mort le 1er janvier 1990 à Nancy, est un athlète français.

## Carrière
Raymond Petit termine septième de la finale du 800 mètres aux Championnats d'Europe d'athlétisme 1934 à Turin. Il est sacré champion de France du 800 mètres en 1935 à Colombes. 
Il est ensuite éliminé en demi-finales du 800 mètres masculin aux Jeux olympiques d'été de 1936 à Berlin. 